# チャバネゴキブリ
チャバネゴキブリ（茶翅蜚蠊、学名：Blattella germanica）は、ゴキブリ目チャバネゴキブリ科に属する昆虫の一種である。世界共通の室内害虫として知られる。
学名にgermanicaとあるが、これはスウェーデン人博物学者のカール・フォン・リンネがドイツからの郵便で本種のサンプルを受け取ったことに由来するものであり、原産地を表すものではない。なお、チャバネゴキブリはクロゴキブリなどが属する狭義のゴキブリ科の仲間ではなく、ゴキブリ科と近縁にあたるシロアリとも縁遠い種類である。

## 形態

### 卵・幼虫
卵は長方形型の薄茶色をしたカプセル（卵鞘）に30数から40数個含まれる。卵鞘は産卵する雌の卵巣の附属腺から卵本体を覆うようにして分泌された粘液が乾燥したものであり、乾燥などの天敵から保護する役割を担う。卵鞘の長さは5 mm前後、または7 - 8 mmで、クロゴキブリなどの大型種と比べて柔らかく、水分が保持されない。
卵本体はバナナのような形をしていて白く、弾力性を有する。この弾力性はコリオニンというタンパク質を主成分とする卵殻由来のもので、卵殻は卵を保護するには薄すぎて適しない。卵本体の大きさは0.3-0.5 × 2.0-2.5 mm。
本種含むゴキブリは不完全変態であり、卵から孵化した幼虫は脱皮を繰り返して羽化したのち成虫へと成長していく。
孵化して間もない幼虫は白く透明で柔らかく、成長すると表皮クチクラ層が空気中の酸素に触れて固くなっていき、固有色を帯び、1時間から2時間ほどして活発に活動するようになる。
幼虫は全体として黒色で、胸背板部分は薄黄色である。一番小さいもので体長は3 mm程度で、脱皮を繰り返して成長していく。

### 成虫
体長10 mm - 15(-18) mmで、雄は10 - 12(-13) mm、雌は12 - 15 mm。翅長は雌雄ともに約11 mm。
ゴキブリ成虫の雌雄は尾部に突起物（尾刺突起）があるかないかで区別されるところ、本種にはこのような突起はない。雄は雌より細長く、雌は雄より幅広く、また色もより濃い褐色である。染色体数は2n=23。
体色は渋色から淡黄褐色で、前胸背板に黒斑が2本認められる。この黒斑は後部で離れてハの字型になり、下端に近接しない。小さい後翅、厚くて長い前翅を備えるが、翅は退化しており、モリチャバネゴキブリのように飛翔することはできない。触角は発育と密接に関係しており、切断された個体は発育が遅れたり、産卵能力が低下することが報告されている。
形態が似ている種類としてモリチャバネゴキブリやヒメチャバネゴキブリが挙げられ、実際に1960年頃まで混同されていた。前者は黒斑が太くV字に近いことから、後者は黒斑が細く間隔が大きいことから区別できる。
体表や気門は撥水性で、また成虫幼虫問わずある程度の潜水能力を持ち、水をくぐれることがクロゴキブリと同様に証明されている。
フンは長径1 mm以下の楕円形で細長い顆粒状。ワモンゴキブリ、トビイロゴキブリ、クロゴキブリ、ヤマトゴキブリのフンと比較すると最も小さい。粘性を持ったフンも認められ、これも同様に最小である。無臭のクロゴキブリのフンとは対照的に本種のフンは鼻を刺すような刺激臭を放つ。他の個体をおびき寄せる集合フェロモンが含まれる点は共通している。

## 分布
アフリカまたはアジア原産と考えられているが、世界中に移入し分布を拡げており、世界各地に分布する。
ゴキブリ類の中では船舶や飛行機へ混ざることが最も多く、これは古くから報告されていたことである。船内で定着・繁殖したものが貨物と一緒に亜熱帯、温帯、寒帯へ陸揚げされた結果、暖房設備の整った施設に定着するようになった。アフリカ北部から船で東ヨーロッパを経由して広まったと考えられている。一方、Tang et al. (2024)はインドやミャンマーを起点として、中東やヨーロッパの諸勢力の活動に伴い分布を広げ、輸送網の発達により18世紀以降まもなく世界各地で見られるようになったとする。
日本では、人の移動に伴って19世紀初頭頃に侵入したものとされ、江戸時代末期から明治時代初期頃には定着したと考えられている。しかし、2023年10月11日に奈良女子大学と大阪市立自然史博物館の調査チームが発表したところによれば、纒向遺跡（3世紀頃）の穴から採取された土の中から、チャバネゴキブリの胸の一部が発見されており、定説より1500年ほど遡って生息していた可能性が示唆されている。北海道では1960年に初めて記録され、現代では北海道から沖縄諸島に至るまで全国各地で見られるが、本来棲息に適しているはずの南西諸島ではあまり見られず、その理由は分かっていない。

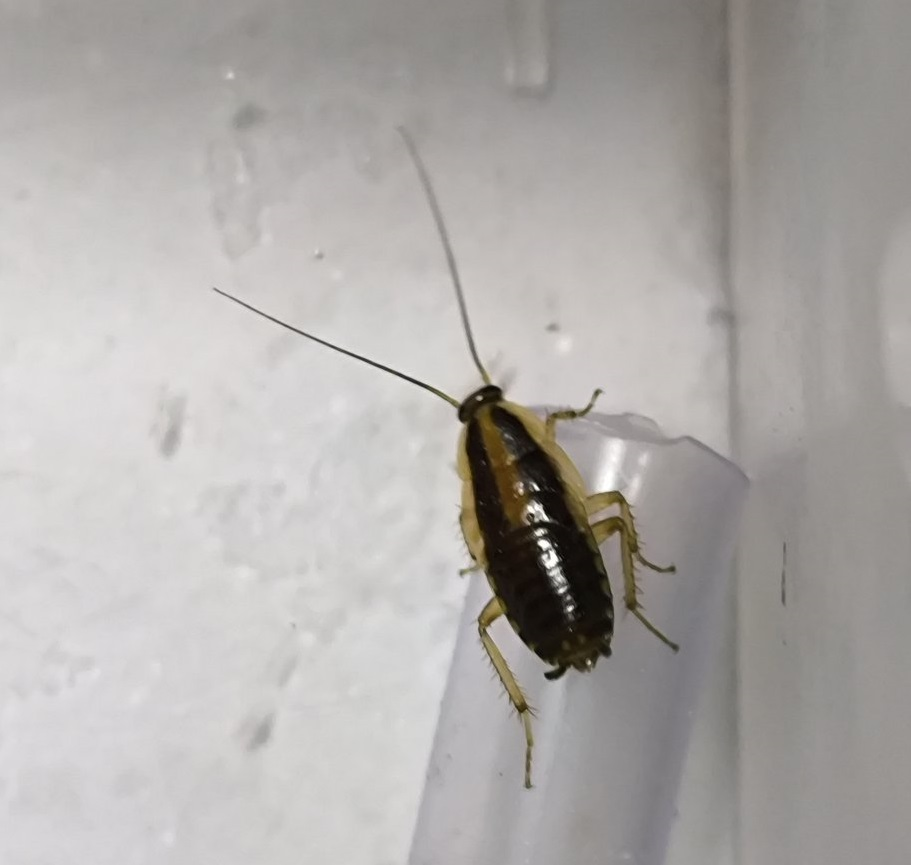
チャバネゴキブリの幼虫

## 生態
暖房設備の整った建物内では通年生息・繁殖でき、越冬も可能である。特に7月から9月にかけて多く見られる。低温に比較的弱く、20 ℃以下では産卵できず、−5 ℃の状態に1日置かれると死亡する。生息温度は21 ℃ - 33 ℃で、25 ℃ - 33 ℃の環境を好む。屋外には生息せず、ダンボールやカバンなどの荷物を介して屋内へ運ばれることがある。ゴキブリの中でも攻撃性が強く、縄張り争いをすることもある。
卵期間は15 - 25日で、幼虫期間は環境条件で大きく異なり、27 ℃においては40 - 46日、26℃においては69 - 70日である。6回脱皮して成虫へと羽化し、雄は羽化3日後より、雌は羽化4 - 5日後より交尾を開始し、6日後にはほとんどの個体が交尾を終える。成虫の寿命は95日 - 142日で、雌成虫が4 - 6か月、雄成虫が3 - 4か月だったとする観察結果もある。5ミリ程度の隙間を好む。
ゴキブリは共通して1度の交尾で一生分の卵を産むことができるが、本種は1度の交尾後に完全な卵鞘を産むのは3回までで、それ以降は孵化幼虫数が少ない卵鞘を産むようになる。
求愛行動はクロゴキブリやワモンゴキブリのそれと少し異なり、雄は雌を発見した時に触角を雌の触角に擦り合わせ、その間に興奮した雌雄成虫が配偶行動に移っていく。触角を触れ合わせた雄成虫は腹部先端を小刻みに数回振動させて180度回転すると同時に、翅をほぼ直角に立てる。このとき、雄の背部上面から分泌された液体を雌が舐めとり、雄は尻を突き出して把握器で雌の交尾器を捉えて交尾を行う。翅を立てる雄の配偶行動は切断された雌の触角で人為的に触れさせることでも観察できる。性フェロモンとして、雌の体表脂質中から不揮発性ケトン類が特定されており、雄は触角でこれを感知する。
雌成虫は交尾後4日から7日で産卵し、7日程度の間隔を置きつつ、一生で4回から8回産卵する。卵鞘形成後物陰の適当な場所に産み付けるクロゴキブリなどとは異なり、本種は卵鞘形成後もそのまま腹端に保持し（15日 - 25日）、孵化する寸前に産み落とす。卵鞘は水分を保持しない構造となっており、保持する産卵雌が卵へ水分を供給していると考えられている。交尾相手を探す必要がないこと、卵鞘が重いこと、また卵を危険から守るため、産卵雌はコロニーからあまり出ない。1卵鞘には30数個から40数個の卵が含まれ、平均35匹の幼虫が孵化する。
卵から2ヶ月程度で成虫へ成長し、1年で2世代以上増殖する。この生育期間の短さが強い繁殖力を持つ理由となっており、1週間に3グラムの餌を与えるだけで10匹の雌個体が1500匹に増殖したという実験結果もある。成長の鍵を握るのは環境温度であり、20 ℃の飼育環境下では成虫へ成長するのに200 - 250日を要し、産卵もしなかったという実験結果がある。
クロゴキブリやヤマトゴキブリなどと異なる特殊な集合性を持ち、成虫は個体数が少ないとあまり落ち着かないのに対し、個体数が多いほど隙間に群れて潜伏する傾向にある。また、ワモンゴキブリやトウヨウゴキブリのように、幼虫は単独飼育よりも集合飼育の方が発育が促進されることが知られており、これは接触刺激と嗅覚刺激が重要なファクターとなっている。集団での発育促進効果は異なる齢期の幼虫や成虫、別種のゴキブリが相手でも見られる。
家住性を持つゴキブリとしては他にクロゴキブリやヤマトゴキブリがいるが、住処とする建造物は異なり、ヤマトゴキブリは民家や農家に、クロゴキブリはアパートや民家に、そして本種はビルや飲食店に、それぞれ住み着く傾向がある。また、生息場所としては木造家屋よりもコンクリート建造物を好み、暖房完備のアパートや新幹線の車両内でもよく見られる。

### 食性
ゴキブリ類は食塩やハーブという例外はあるが雑食性であり、ペットフード、残飯、ビール、野菜、魚介類、肉類、人髪、埃、油に至るまで、食餌対象は広範にわたる。生物分解性緩衝材と水のみで十分成長するとする報告がある。
共食いはしないとされているものの、高温下では脱皮時の共食いが増え、低温下では減るという傾向があり、新たに脱皮した幼虫への攻撃、孵化した幼虫を捕食する行動が報告されている。
体内に共生する微生物のおかげで貧しい食環境でも生活できる。絶食への耐性はクロゴキブリやワモンゴキブリほどではなく、雄成虫は水なしでも餌なしでも10日以内で死んでしまう。雌成虫は餌だけよりも水だけのほうが耐えやすく、35日前後生きられるという報告もある。理由としては卵から栄養をとっている可能性が考えられている。水なしよりも餌なしのほうが耐える傾向は幼虫も同じである。

### 天敵
ゴキブリ類を捕食する動物として、アシダカグモを始めとするクモ類、ネコ、ネズミ、ハムスター、ムカデ、ゲジ、ハチ、アリ、カマドウマ、カマキリ、ヤモリ、トカゲ、カエルが挙げられる。また、セナガアナバチやゴキブリヤセバチ、ゴキブリコバチという寄生蜂も存在する。
Physaloptera praeputialisのような線虫、Prosthenorchis elegansのような鉤頭虫、Blatticola blattaeのような蟯虫の宿主となることがある。これら寄生虫がゴキブリに与える影響に関する報告は少ないが、蟯虫感染した本種はそうでない個体よりも生存率が高かったとする実験結果がある。

## 人間とのかかわり
高度経済成長までの日本は、ゴキブリは餌に富んで保温性の高い場所を確保できる豊かな家でしか生息できなかった。本種の小判に似た形態や、財布様の卵鞘を保持する雌の生態から、野口雨情の童謡『こがねむし』は本種を指すものであるとする説があり、現れると金が貯まる縁起物として本種をこがねむしと呼ぶ地方もあったが、高度成長期以降の発展に伴って害虫扱いされるようになった。
世界共通の室内害虫として知られ、食中毒の原因となる微生物を媒介し、死骸や糞はアレルゲンとなる。日本では本種は侵略的外来種ワースト100に定められており、またチャバネゴキブリ科は植物防疫法において検疫有害動物に指定されている。
雑食性で、ゴミや汚物も餌とするため、ポリオウイルスや赤痢アメーバの媒介者となることがあるが、どちらかといえば不快害虫としての性格が強い。しかしながらBla-g1などチャバネゴキブリ由来のアレルゲンが知られており、駆除はアレルギー対策の面から見て重要と言える。集団活動に伴って偶発的に電気系統をショートさせたり、フンや脱皮殻由来のアレルゲンや悪臭をもたらす点も本種を深刻な害虫たらしめている。
クロゴキブリなどの他種と比べて短期間で成長し、産む卵鞘1つあたりの卵数が多いことから繁殖力が強く、下水溝周辺など薬剤散布のしにくい場所に多く生息し、殺虫剤に対する抵抗性発達や食毒剤への忌避行動も報告されており、駆除対象となる昆虫の中でも駆除が困難な種類の一つと言える。食品に混入するケースが少なくなく、文化財が食害を受けたり、書籍などが糞害を被ることもある。
一方で、西洋では本種から作られた心臓薬が広く市販されたという歴史があり、中国でも腫れを良くしたり、解毒作用や抗がん作用があるとして薬用に使用されていた。現代では昆虫館の企画展などで展示されることがいくらかあり、ゴキブリのレースや人気投票企画といったイベントでも本種が利用されている。
一応食すことはできるが、フリーライターのムシモアゼルギリコは可食部が少なく食用に向かないとしている。